# Das Seeungeheuer
Das Seeungeheuer ist ein US-amerikanischer Animationsfilm von Chris Williams aus dem Jahr 2022. Der Abenteuer- und Fantasyfilm hatte seinen Kinostart am 24. Juni 2022 und erschien am 8. Juli 2022 weltweit über die Streaming-Plattform Netflix.

## Handlung
Seit mehreren hundert Jahren fangen und töten Jäger die großen Seeungeheuer, die einst Tod und Verderben über die Menschheit gebracht haben sollen. Zu den berühmtesten zählt die Crew der Inevitable (deutsch: „Die Unvermeidbare“) unter Captain Crow, seiner ersten Offizierin Sarah Sharpe und seinem wagemutigen Adoptivsohn Jacob Holland. Unterstützt von der Krone ziehen sie über die Meere und töten alle Monster, die sie zu sehen bekommen. Crow hat es vor allem auf den Red Bluster (dt. „Das rote Toben“) abgesehen, der ihm einst ein Auge nahm.
Während der Jagd auf den Red Bluster erhalten sie einen Hilferuf eines anderen Schiffes. Nach kurzem Zögern retten sie das andere Schiff gemäß Kodex und töten das angreifende Monster. Währenddessen kann der Red Bluster fliehen. Crow eröffnet Jacob, dass er ihn zu seinem Nachfolger ernennen will, wenn der Bluster gefangen ist.
Zurück an Land eröffnen die Königin und der König Captain Crow auf Three Bridges, dass die Tage der Jäger gezählt seien und sie durch moderne Navy-Kriegsschiffe ersetzt werden sollen. Crow bittet um einen letzten Versuch, den Red Bluster zu fangen. Der Vorschlag wird in Form einer Wette angenommen. Schafft es das Kriegsschiff, sind die Tage der Jäger endgültig gezählt, schafft es die Inevitable, so wird das Zeitalter der Jäger verlängert.
Nach dem Auslaufen entdecken die Jäger ein kleines Mädchen, das sich als blinde Passagierin an Bord geschlichen hat. Es handelt sich um das Waisenmädchen Maisie Brumble, deren Eltern ebenfalls Jagende waren, die bei einer Jagd ums Leben kamen. Crow entdeckt das Feuer in ihren Augen und nimmt das Mädchen mit. Als sie den Bluster aufspüren, beschießen sie ihn mit einer Harpune und binden das Schiff so an die Kreatur. Diese droht das Schiff in die Tiefe zu reißen. Maisie erkennt die Gefahr und handelt gegen Crows Befehl. Sie durchtrennt das Tau, woraufhin sie und Jacob ins Meer fallen. Crow ist wütend und will das Mädchen über die Planke gehen lassen, doch Jacob bringt sie auf einem Beiboot in Sicherheit. Der Bluster verschlingt die beiden, die im Maul der Bestie überleben und über die Nasenlöcher an Land einer Insel fliehen.
Während Jacob weiter versucht, die Kreatur zu töten, erkennt Maisie, dass der Bluster nicht böse ist und freundet sich mit ihm an. Auf der Insel entdeckt Maisie eine kleine blaue Kreatur, später Blue getauft, mit der sie Freundschaft schließt. Den Bluster nennt sie von nun an Red. Gegen Jacobs Widerstand bringt Maisie Red dazu, die beiden mitzunehmen. Auch Blue kommt mit und sie machen sich gemeinsam auf die Seereise nach Rum Pepper, wo sie ein Schiff finden wollen, das sie nach Hause bringt. Auf Rum Pepper treffen sie jedoch auf das Navyschiff, welches Red attackiert. In einem Kampf zerstört Red das Kriegsschiff, gerät aber in Gefahr durch die herannahende Inevitable. Mit einer vergifteten Harpune gelingt es Crow, Red einzufangen und so lange am Leben zu erhalten, bis er das Wesen der Krone als Trophäe übergeben kann. Dabei wird auch Maisie verletzt.
Jacob versucht vergeblich Partei für Maisie, die auf dem Schiff wieder zu Kräften kommt, und das Ungeheuer zu ergreifen. Crow bringt Red nach Three Bridges, wo er das Ungeheuer vor den Augen der Krone hinrichten lassen will. Doch Blue rettet Maisie und sie verhindert zusammen mit Jacob und Sarah Sharpe, die sie überzeugen konnte, den Tod von Red. Anschließend hält sie eine flammende Rede, die die Soldaten der Krone so sehr bewegt, dass diese Red ziehen lassen. Am Ende hat auch Crow ein Einsehen.
Maisie, Jacob und Blue beginnen ein neues Leben als Familie.

## Synchronisation
Die Synchronisation wurde vom Studio Iyuno Germany umgesetzt. Die Dialogregie sowie das Dialogbuch übernahm Cornelia Steiner.
| Rolle             | Darsteller/Originalsprecher | Synchronsprecher     |
| ----------------- | --------------------------- | -------------------- |
| Maisie Brumble    | Zaris-Angel Hator           | Valentina Bonalana   |
| Jacob Holland     | Karl Urban                  | Florian Hoffmann     |
| Captain Crow      | Jared Harris                | Tilo Schmitz         |
| Sarah Sharpe      | Marianne Jean-Baptiste      | Melanie Pukaß        |
| Ms. Merino        | Kathy Burke                 | Friederike Walke     |
| Königin           | Doon Mackichan              | Anke Reitzenstein    |
| König             | Jim Carter                  | Lutz Riedel          |
| Old Nick          | Ian Mercer                  | Reinhard Scheunemann |
| Gwen Batterbie    | Kathy Burke                 | Daniela Strietzel    |
| Admiral Hornagold | Dan Stevens                 | Torben Liebrecht     |

## Hintergrund
Das Seeungeheuer wurde am 5. November 2018 erstmals unter dem Arbeitstitel Jacob and the Sea Beast angekündigt. Chris Williams, Regisseur von Baymax – Riesiges Robowabohu, wurde als Regisseur benannt und schrieb zusammen mit Nell Benjamin auch das Drehbuch. Für Williams war es die erste Arbeit für Netflix.

## Veröffentlichung
Der Film erhielt am 24. Juni 2022 einen Kinostart über die Verleihfirmen AMC, Cinemark, Regal und Cineplex Entertainment. Auf Netflix startete der Film am 8. Juli 2022 im Rahmen der sogenannten Geeked Week.

## Rezeption
Das Lexikon des internationalen Films vergab 2,5 von fünf möglichen Sternen und schrieb: „Der technisch höchst kompetente Animationsfilm erzählt eine klassische Geschichte über das Überwinden von Vorurteilen. Vor allem emotional kommt er jedoch nicht an das offenkundige Vorbild Drachenzähmen leicht gemacht heran und kann den Figuren kein vergleichbares Profil verleihen.“ Stern.de schrieb: „Ein Animationsspaß für die ganze Familie.“ Auf Kino&Co schrieb Dominique Rose, der Film würde sich lohnen, weil „sich der Film wie die kindgerechte, niedliche Version von Netflix‘ Im Herzen der See anfühlt und Erwachsene wie Kiddies gleichermaßen in den Bann zieht.“ Die Website Flimmo, die sich als Elternratgeber versteht, lobte den spektakulären Animationsstil und die spannende Geschichte. Sie warnte allerdings, dass die „atemberaubenden Kampfhandlungen zwischen Jägern und Seeungeheuern jüngere Kinder überfordern“ könnten.